# Conducta (pel·lícula)
Conducta és un llargmetratge cubà de ficció de 2014, escrit i dirigit per Ernesto Daranas. Narra la història de Chala, un nen habanero d'11 anys que viu amb la seva mare addicta i entrena gossos de baralla per a sobreviure, i de Carmela, la seva professora de sisè grau, que lluita per a evitar que el nen sigui enviat a una escola de conducta.
Es va estrenar a Cuba al febrer del 2014. L'estrena fora de Cuba va tenir lloc al Festival de Màlaga, on va guanyar, en la secció Territori Llatinoamericà, els premis a la millor pel·lícula, millor direcció, premi del públic i millors actuacions per als dos protagonistes, donant inici al seu reeixit recorregut internacional.
Igual que Los dioses rotos, l'anterior pel·lícula d'Ernesto Daranas, Conducta va ser un èxit de públic al seu país i es va elegir com la candidata de Cuba per als Premis Oscar (87th Academy Awards) en la categoria de Millor Pel·lícula en Llengua Estrangera.
Tant el nen que interpreta a Chala com la resta dels actors infantils no tenien experiència actoral prèvia i alguns provenien dels mateixos entorns marginals que retrata el film. La naturalitat del càsting infantil és un dels aspectes més celebrats per la crítica i va merèixer, a més dels premis a l'actor protagonista, un premi de millor actuació al conjunt dels nens de la pel·lícula en la 17 edició de Rencontres du Cinéma Sud-Americain de Marseille (França).
El personatge de la mestra Carmela va ser l'últim paper en la pantalla gran d'Alina Rodríguez, actriu multipremiada i molt volguda pel públic cubà, qui va morir inesperadament a l'any següent de l'estrena de la pel·lícula.

## Sinopsi
Chala té onze anys, viu només amb la seva mare addicta i entrena gossos de baralla per a buscar un manteniment econòmic. Aquest entorn de violència a vegades surt a relluir a l'escola. Carmela és la seva mestra de sisè grau i el noi sent un gran respecte per ella; però quan Carmela malalta i es veu obligada a abandonar l'aula durant diversos mesos, una nova professora, incapaç de manejar el caràcter de Chala, el trasllada a una escola de conducta. Al seu retorn, Carmela s'oposa a aquesta mesura i a altres transformacions ocorregudes en la seva classe. La relació entre la veterana mestra i el nen es fa cada vegada més fort, però aquest compromís posarà en risc la permanència de tots dos a l'escola.

## Intèrprets
- Armando Valdés Freire com Chala
- Alina Rodríguez com Carmela
- Silvia Águila com Raquel
- Yuliet Cruz com Sonia (mare de Chala)
- Armando Miguel Gómez com Ignacio
- Amaly Junco com Yeni
- Miriel Cejas com Marta (professora substituta)
- Idalmis García com Mercedes (directora de l'escola)
- Tomás Cao com Carlos (director de l'escuela de conducta)
- Héctor Noas com Pablo (pare de Yeni)
- Aramís Delgado com Assessor
- Yoan Angarica com Yoan (amic de Chala)
- Richard Andrade com Richard (amic de Chala)
- Cristian Guerra com Niño (rival de Chala)
- Roxana Pérez com María Paula (amiga de Yeni)
- Roque Moreno com Policia
- Anniet Forte com Mirta

## Guió
En diverses entrevistes, el director/guionista refereix que l'escriptura del guió va ser un procés col·lectiu organitzat en forma de taller per als estudiants de la Facultat d'Art dels Mitjans de comunicació Audiovisual de l'Institut Superior d'Art (ISA). D'aquests estudiants, set van ser triats per a participar també en la preproducció i el rodatge de la pel·lícula. Un d'ells va referir que, inicialment, la història tenia quatre personatges infantils de similar importància i es va anar centrant en un només gradualment.
Daranas també ha contat que existeixen elements autobiogràfics en la història: les escapades a la línia del tren per a afilar les vores de les xapes d'ampolla i el repte de creuar la badia nadant, són alguns elements de la seva infantesa a l'Havana Vella que va incorporar al guió. Una mestra que va tenir en la seva infantesa, anomenada Noemí Heredia, també va inspirar parcialment el personatge de Carmela. La major inspiració, no obstant això, va provenir d'una altra mestra real de l'Havana Vella anomenada Carmela que va impartir classes al fill menor del director a l'escola primària. Aquesta mestra va participar en la revisió del guió i va escriure tots els textos que apareixen en la pissarra de l'aula de Carmela en la pel·lícula.

## Producció
La pel·lícula va ser produïda pel Ministeri de Cultura, l'Instituto Cubano del Arte e Industria Cinematográficos (ICAIC) i RTV Comercial, amb la col·laboració de l'Associació Cubana de l'Audiovisual i la Facultat d'Art dels Mitjans de comunicació Audiovisual (FAMCA) de l'Institut Superior d'Art (ISA).
El personal va estar parcialment integrat per especialistes que ja havien treballat amb Daranas en Los dioses rotos (2008), el seu debut cinematogràfic. Entre ells: Erick Grass en la direcció d'art, Vladimir Cuenca en el disseny de vestuari, Juan Antonio Leyva i Magda Rosa Galbán com a compositors de la música original, Osmany Olivare com a dissenyador de banda sonora i Pedro Suárez com a muntador. Aquests dos últims van estar a càrrec també de la postproducció de la tercera pel·lícula de Daranas, Sergio i Serguei (2017). Pedro Suárez ha estat, a més, el muntador de gran part de la producció televisiva de Daranas, anterior al seu debut al cinema.
Per a trobar als protagonistes infantils els realitzadors van fer un càsting de més de set mil nens. En paraules del director: “Comencem per un càsting massiu al qual van ser milers de nens, la majoria portats pels seus pares. Ens va servir per a entendre que els nois que buscàvem no ens anaven a arribar per aquesta via. Va ser llavors que els set estudiants de la FAMCA van començar el veritable càsting de Conducta recorrent, una per una, les [escoles] primàries i secundàries de Cerro, Centre Havana i Havana Vella. Així aconseguim conformar un excel·lent grup de nois, alguns d'ells amb problemàtiques molt similars a les que abordàvem i que van fer moltes aportacions a la història. Mariela López, la nostra directora de càsting, va ser molt important en aquest procés.”
Armando Valdés, l nen que interpreta a Chala, va arribar l'últim dia de càsting i va ser inicialment rebutjat, però el director li va demanar que tornés. En una entrevista per al lloc digital Cubacine, Daranas recorda sobre aquest procés: “Nosaltres buscàvem a un nen que tingués alguns dels atributs essencials del personatge. Va ser un procés descobrir que Armant podia aconseguir això a partir del treball que es va fer amb ell i del seu talent innat per a l'actuació. Ell va interpretar realment a Chala, a diferència d'altres nens de la pel·lícula que ―amb molt de talent també― estaven més pròxims als personatges que van representar. En un moment, vaig començar a preguntar-me si no era Chala el que havia d'acostar-se una mica a Armando, i això va obrir l'espai necessari perquè ell em revelés facetes que jo no sabia que el seu personatge podia tenir.”
Els nens, depenent dels seus personatges, van rebre entrenament de boxa, natació, dansa, i maneig d'animals. En els tallers d'actuació, dirigits per Mariela López, es va treballar sobre improvisacions i sobre escenes que no estaven en el guió.
La pel·lícula es va rodar enterament a l'Havana Vella, on Daranas va néixer i encara resideix. Els estudiants del ISA, que van participar en la cerca de locaciones, refereixen que el director els va demanar apartar-se de la imatge turística d'aquesta zona de la capital.
Alejandro Pérez, director de fotografia, va comptar a una entrevista al diari cubà La Jiribilla que: “Era tan fort, tan interessant, tan dura [la història] que li vaig proposar [al director] no diluir-nos en grans plans generals, ni en cap mena de virtuosisme, sinó concentrar-nos en els plans mitjans i en els primers plans dels actors. Treballar la pel·lícula, a nivell visual, amb molts telefotos. Volia que els fons tinguessin una presència, però no es convertissin en els protagonistes, sinó que fossin els actors i la història contada. A aquesta pel·lícula li anava molt bé aquest tipus de fotografia. És molt naturalista, amb una llum molt realista.”

## Estrena
La pel·lícula es va estrenar el 4 de febrer de 2014 simultàniament al Cinema Charles Chaplin de l'Havana i en el Multicine Casablanca de Camagüey, que va ser reinaugurat –així com el passeig temàtic del cinema en el qual està situat- amb aquesta projecció.

## Recepció
La pel·lícula té una puntuació de 7.2 al lloc web FilmAffinity, amb 1610 vots i de 7.6 en IMDb, amb 1298 vots.
A Cuba, la recepció de la pel·lícula va ser molt favorable, tant per part de la crítica com del públic. Un crític va comentar sobre aquest tema: “Amb les sales de cinema abarrotades i llargues files per a adquirir una entrada, el cicle d'exhibició [de Conducta] promet ser extens i pogués ser de major impacte si el país no tingués més del 85 per cent de les seves sales clausurades o destruïdes.”
La pel·lícula va generar un intens debat social, i fins i tot el Ministeri d'Educació va arribar a promoure la seva discussió a les escoles. En diverses entrevistes, Daranas va declarar que: “El sistema educacional és a penes un pretext per a parlar de problemes que són inherents a gairebé totes les institucions oficials i no sols a Cuba. L'aula de Carmela és un contrapunt a l'estat de les coses –tal vegada una paràbola sobre una Cuba possible, un espai on es respecten les diferències, on el criteri de tots compte i el sentit comú supera les manipulacions del burocratismo i de la política.”
Un dels aspectes més celebrats per la crítica nacional i internacional van ser les actuacions, particularment la naturalitat del càsting infantil i la força del jove protagonista, Armando Valdés.
Així mateix, Alina Rodríguez va obtenir, pel seu paper com la mestra Carmela, premis a la Millor Actuació Femenina en el Festival de Màlaga, el Festival Internacional de Cinema de l'Índia, l'Havana Film Festival de Nova York, la Mostra de Cinema Llatinoamericà de Catalunya, en el Festival Internacional de Cinema Fine Arts Miramar de República Dominicana, els Premis ACE de l'Associació de Cronistes d'Espectacles de Nova York i els Premis Nacionals d'Actuació Caricato (Cuba).
Conducta va tenir un ampli recorregut per festivals de tot el món. En 2015, el lloc Taste of Cinema la va incloure en una llista de les 15 millors pel·lícules llatinoamericanes del segle XXI.

## Palmarès cinematogràfic
17è Festival de Màlaga
- Bisnaga de Plata al millor llargmetratge en la secció Territori Llatinoamericà.
- Millor direcció: Ernesto Daranas
- Millor actriu: Alina Rodríguez.
- El premi del públic.

15è Havana Film Festival Nova York
- Havana Star Prize a la Millor Pel·lícula
- Premi a la Millor Actriu: Alina Rodríguez

Premis Ariel, Mèxic 2015
- Millor Pel·lícula Llatinoamericana (Millor Pel·lícula Iberoamericana) Ernesto Daranas Cuba

Festival de Cinema de Bogotà 2014
- Or Precolombí Cercle, Millor pel·lícula: Ernesto Daranas
- Premi UNICEF, Cinema millors nens: Ernesto Daranas

Premis Goya 2015
- Millor Pel·lícula Iberoamericana: Ernesto Daranas

Festival de Cinema Iberoamericà de Huelva 2014
- Premi Rábida: Ernesto Daranas

Mostra de Cinema Llatinoamericà de Catalunya 2015
- Premi del Públic: Ernesto Daranas
- Millor actriu: Alina Rodríguez

Palm Springs International Film Festival 2015
- Nominat Premi del Público: Millor Pel·lícula Narrativa
- Nominat Premi Cinema Llatí

Festival de Cinema Internacional de Portland 2015
- Premi del Público: Millor Pel·lícula Narrativa

Premis ACE 2015
- Premi ACE Cinema - Millor actriu: Alina Rodríguez
- Premio ACE Cinema - Millor actriu de repartiment: Sílvia Águila

Premis Platino de Cinema Iberoamericà 2015
- Nominat Premi Platino Millor pel·lícula iberoamericana de ficció: Cuba
- Nominat Premi Platino Millor Director: Ernesto Daranas
- Nominat Premi Platino Millor Guió: Ernesto Daranas
- Nominat Premi Platino Millor Música Original: Magda Rosa Galbán, Juan Antonio Leyva
- Nominat Premi Platino Millor Direcció de Muntatge: Pedro Suárez
- Nominat Premi Platino Millor Direcció d'Art: Erick Grass
- Nominat Premi Platino Millor Direcció de Fotografia: Alejandro Pérez
- Nominat Premi Platino Millor Direcció de So: Juan Carlos Herrera, Osmany Olivare